# راينهولد ايفالد
راينهولد ايفالد (بالألمانية: Reinhold Ewald)‏ (و. 1956 – م) هو رائد فضاء، وفيزيائي من ألمانيا . ولد في مونشنغلادباخ .

## ريادة الفضاء
شارك في المهمات الفضائية:
- Soyuz TM-25
- Soyuz TM-24.

## جوائز
حصل على جوائز منها:
- وسام الجدارة من الدرجة الأولى صنف الاستحقاق من جمهورية ألمانيا الاتحادية
- Order of Courage
- Order of Friendship of Peoples
- Medal "For Merit in Space Exploration".